# Stereoskopija
Stereoskopija je slika koja prikazuje neki prostor u tri dimenzije, odnosno stvara iluziju dubine. Svaka se stereoskopija sastoji od dvije vrlo slične dvodimenzionalne slike i na neki način lijevo oko vidi jednu sliku, a desno drugu. Postupak je otkrio Sir Charles Wheatstone 1938. godine. 

## Princip rada
Svako oko prima dvodimenzionalnu sliku. Zbog razmaka među očima, slike se malo razlikuju, pa mozak može odrediti koji su predmeti bliže, a koji dalje, tako da se, kad gledamo koristeći oba oka, u mozgu stvara trodimenzionalna slika prostora koji gledamo. Naslikana, nacrtana ili fotografirana slika je dvodimenzionalna, i mi na njoj ne možemo vidjeti dubinu. Većinom razaznajemo udaljenost raznih predmeta koristeći iskustvo (relativna veličina objekata, prekrivanje jednog predmeta drugim, linearna perspektiva... (vidi perceptivne varke)), ali ne vidimo trodimenzionalnu sliku. Ona se može postići samo binokularnim gledanjem (postizanjem različitih slika na mrežnicama lijevog i desnog oka). Postoji više načina na koji se to može postići.

## Vrste stereoskopijâ

### Metoda ukriženih očiju
Najjednostavniji način izrade stereoskopije. Dvije se slike/fotografije postave jedna kraj druge, i to "naopako" (slika koju treba vidjeti lijevo oko se postavi desno od one koju treba vidjeti desno oko). Gledatelj treba ukrižiti oči (odnosno gledati u neku točku između očiju i stereoskopije), tako da mu se dvije slike spoje u jednu (zapravo će vidjeti ukupno tri slike, ali one dvije sa strane se zanemaruju). Srednju sliku gledatelj će vidjeti trodimenzionalno, kao da gleda u pravi prikaz toga prostora.

### Korištenjem trodimenzionalnih naočala
Dvije se slike stave "jedna preko druge", s tim da se razlike između njih prikazuju različitim bojama. Posebnim naočalama koje na lijevo oko filtriraju samo crveni dio spektra, a na desno plavi i zeleni gleda se takva slika i svako oko dobiva drugačiju sliku. Točan postupak je taj da se u slici za desno oko makne crveni dio RGB kompozita (Photoshop: Image-->Adjustments-->Channel Mixer; Output Channel = Red, pod Source Channels vrijednost Red = 0), a u slici za lijevo oko maknu zeleni i plavi dijelovi RGB kompozita (u Photoshopu isto, samo Output Channel i vrijednost pod Source Channels moraju biti Green, odnosno Blue). Nakon toga, slike se poklope (u Photoshopu režim preklapanja za gornji layer staviti na Screen).
Ova se metoda svojevremeno koristila u filmskoj umjetnosti - film se snimao istovremeno koristeći dvije kamere (s malim pomakom) a projicirao se na filmsko platno istovremeno koristeći dva projektora s filterima koji su davali efekt istovjetan onome iznad. Svi su gledatelji dobivali jeftine 3D naočale.

### Autostereogrami
Na prvi pogled autostereogrami izgledaju kao neki čudni uzorak. Zapravo to i jesu! Neki se uzorak (eng. pattern) stalno ponavlja uzduž i poprijeko cijele slike, s tim da je na nekim mjestima izmijenjen. Pravilnim se gledanjem može postići da taj uzorak izgleda manje ili više ispupčeno. Ova je vrsta stereoskopije postala popularna dolaskom računala, jer ono omogućava relativno jednostavan postupak izrade autostereograma (vidi Vanjske poveznice).
Postoje dvije vrste autostereograma koje zahtijevaju dvije vrste gledanja istih. Prvi je način već opisan (vidi Metoda ukriženih očiju), ali se rjeđe koristi. Drugi je način upravo suprotan: oči moraju biti raširenije nego što jesu kad gledamo normalno. Najlakši je način potpuno se približiti slici i gledati iza nje, "kroz" nju, pa polako odmicati sliku od sebe. Kad bi se takav autostereogram gledao prvom metodom, on bi izgledao ulegnuto, a ne ispupčeno. 
Problem kod autostereograma je u tome što oni ne prikazuju boje kakve jesu i zapravo ne izgledaju nimalo realistično. Za njihovu izradu osim računalnog programa potrebna je i slika predmeta koji se prikazuje u tonovima sive boje, i to tako da je crna boja na najudaljenijim mjestima, a bijela na najbližim. Potreban je i uzorak, koji je dostupan u većini programa. S lijeve strane je crno-bijela slika morskog psa, a s desne ista ta slika prikazana u stereoskopiji, autostereogramom.

### Posebnizasloni
Nedavno su znanstvenici uspjeli napraviti LCD zaslon koji je sposoban prikazivati sliku trodimenzionalno. Loša je strana, osim cijene, to što korisnik mora gledati s točno određenog mjesta u odnosu na monitor (40-ak cm udaljen, ravno ispred monitora).

## Poveznice
- Stereoskop

## Vanjske poveznice
Program za izradu autostereograma  Arhivirana inačica izvorne stranice od 10. studenoga 2006. (Wayback Machine)